# 會計檢查院
會計檢查院（日语：／ Kaikei kensa'in */?）是日本的行政機關，獨立於內閣，憲法地位上與內閣平行。主要負責國家和政府相關機關的財政審查，獨立行政法人的會計，政府援助的地方公共團體的會計檢查，編寫相關報告。

## 沿革
- 1880年3月5日：廢除大藏省檢查局，設置會計檢查院。
- 1886年4月17日：會計檢查院官制（明治19年勅令第20號）公布。雖然勅令並沒有被明示廢除，但由於會計檢查院法的制定，被稱為「實効性喪失」。
- 1889年5月10日：會計檢查院法（明治22年法律第15號）公布。會計檢查院長改為直屬於天皇，擁有相對於國務大臣的獨立地位。
- 1947年4月19日：會計檢查院法（昭和22年法律第73號）公布。隔月3日施行。

## 主要任務和架構
- 國家收入支出決算的會計檢查（日本國憲法第90條・會計檢查院法第20條第1項柱書）
- 會計經理的監督與合理化（會計檢查院法第20條第2項）
- 決算的確認
- 處理國家的會計事務的職員造成重大過失和國家損失相應的懲戒處分（會計檢查院法第31條）
- 賠償責任的決定（會計檢查院法第32條）

### 檢查範圍
- 根據會計檢查院法第22條，會計檢查院的必須對下列項目進行檢查：

1. 國家每月的收入支出
2. 國有現金和商品以及國有財產的收支
3. 國家債務益損和國債與其他債務的增減
4. 日本銀行為國家處理的現金，貴金屬和證券
5. 國家投資超過一半資本的法人的會計
6. 被法律規定為特殊調查目標的會計

- 根據會計檢查院法第23條，會計檢查院可以對下列項目進行檢查：

1. 國家擁有或保管的證券或國家擁有的現金和商品
2. 在該國處理的非該國現金，貨物或證券的付款和接收
3. 政府直接或間接提供的援助，例如補助金、獎勵金、助成金等，貸款和損失補償等機構的會計
4. 國家有出資的機構或事情的會計
5. 國家有出資，甚至進一步投資的機構或事情的會計
6. 以金或未來利益向國家借錢的機構或事情的會計
7. 一個國家投資超過一半資本的法人的工程或其他服務承包商的契約的相關會計

## 組織架構

### 檢查官・檢查官會議
會計檢查院每次做決定，都會舉行檢查官會議。組成的3位檢查官均為經過國會同意，内閣任命。另外，檢查官的任免也需要天皇的認証（認証官）。會計檢查院長則由檢查官互相推選後，經内閣任命。

### 事務總局
- 事務總長（正式名稱為「會計檢查院事務總長」。）
- 事務總局次長
  - 官房（正式名稱為「會計檢查院事務總長官房」）
    - 總務課、人事課、調查課、會計課、法規課、上席檢定調查官、上席企劃調查官、厚生管理官、上席情報系統調查官、能力開發官、技術參事官

  - 第一局（正式名稱為「會計檢查院事務總局第一局」）
    - 監理官、財務檢查第1・第2課、司法檢查課、總務檢查課、外務檢查課、租稅檢查第1・第2課
      - 負責：國會、會計檢查院、內閣、人事院、内閣府、總務省、法務省、外務省、財務省、國家公安委員會、裁判所、日本銀行

  - 第二局（正式名稱為「會計檢查院事務總局第二局」）
    - 監理官、厚生勞働檢查第1～第4課、防衛檢查第1～第3課、上席調查官（負責醫療機關）
      - 負責：厚生勞働省、防衛省

  - 第三局（正式名稱為「會計檢查院事務總局第三局」）
    - 監理官、國土交通檢查第1～第5課、環境檢查課、上席調查官（負責道路）
      - 負責：國土交通省、環境省

  - 第四局（正式名稱為「會計檢查院事務總局第四局」）
    - 監理官、文部科學檢查課第1・第2課、上席調查官（負責文部科學）、農林水產檢查第1～第4課
      - 負責：文部科學省、農林水產省

  - 第五局（正式名稱為「會計檢查院事務總局第五局」）
    - 監理官、情報通信檢查課、經濟產業檢查第1・第2課、特別檢查課、上席調查官（情報通信・負責郵政、負責融資機關、負責特別檢查）
      - 負責：總務省（情報通信關係部局）、經濟產業省

    - 特別檢查課與上席調查官（負責特別檢查）

### 審議會等
會計檢查院情報公開・個人情報保護審查會

## 幹部
- 事務總長：腰山 謙介
- 事務總局次長：宮內 和洋
- 總括審議官：內田 龍雄
- 網絡安全・情報化審議官：瀨良田 祥二
- 第一局長：三田 啓
- 第二局長：篠原 榮作
- 第三局長：宮川 尚博
- 第四局長：內野 正博
- 第五局長：原田 祐平

## 外部連結
- 會計檢查院 （页面存档备份，存于）
- Facebook （页面存档备份，存于）
- 會計檢查院法 （页面存档备份，存于）